# Sopra Group

logo da Sopra Group

Sopra Steria é uma empresa francesa de serviços digitais (ESN) e uma empresa de consultoria em transformação digital de empresas e organizações. Sopra Steria oferece consultoria e serviços tecnológicos (integração de sistemas, gestão de infraestrutura, execução de processos de negócios) e é uma editora de software de negócios (RH, bancos, imóveis). Sopra Steria é o resultado da fusão em janeiro de 2015 das duas empresas francesas de serviços digitais Sopra e Steria, criadas em 1968 e 1969, respectivamente. O grupo tem 46.000 funcionários em 2020, espalhados por mais de 25 países, incluindo 20.000 na França, e atinge um faturamento de 4,3 bilhões de euros em 2020.